# Perseiden
| Perseiden                                                         | Perseiden             |
| ----------------------------------------------------------------- | --------------------- |
| Aktivitätszeitraum                                                | 17. Juli – 24. August |
| Aktivitätsmaximum                                                 | 12. August            |
| Radiantenposition des Aktivitätsmaximums                          | RA: 3h 12 m DE: +58°  |
| ZHR                                                               | 100                   |
| Populationsindex r                                                | 2,2                   |
| geozentrische Geschwindigkeit                                     | 59 km/s               |
| Radiantendrift der Perseiden                                      |                       |
| Erscheinen der Perseiden am 12. August 2026 um 23:30 Uhr Ortszeit |                       |

Die Perseiden [pɛɐ̯zeˈʔiːdn̩] (volkstümlich Laurentiustränen oder Tränen des Laurentius) sind ein jährlich in der ersten Augusthälfte wiederkehrender Meteorstrom, der in den Tagen um den 13. August ein deutliches Maximum an Sternschnuppen zur Erde schickt. Sie haben eine hohe Geschwindigkeit und können als sogenannte Feuerkugeln sogar die Helligkeit der Venus erreichen. Der Radiant, der scheinbare Ursprung dieses Stroms, liegt im namensgebenden Sternbild Perseus, nahe der Grenze zur Kassiopeia.
Die Perseiden sind der bekannteste periodische Meteorschauer, obwohl sie um 20 % weniger Sternschnuppen als die Geminiden oder die Quadrantiden (Dezember und Januar) erzeugen. Die oft in den Medien kolportierte Zahl von bis zu hundert Meteoren pro Stunde ist viel zu hoch gegriffen. Dieser sogenannte ZHR-Wert bezieht sich auf optimale Bedingungen wie im Hochgebirge oder in besonders trockenen Wüsten – und auch nur dann, wenn das Sternbild Perseus nach Mitternacht hoch am Himmel steht. Diese freiäugige Grenzhelligkeit von 6,5 mag (rund 3000 sichtbare Sterne) sinkt am Rand einer Kleinstadt (etwa 4 mag und 300–400 Sternen) auf 10–15 stündliche Sternschnuppen, in einer hellen Innenstadt auf 3–5. Deshalb veranstalten manche Astrovereine ihre alljährlichen Perseidennächte in Lichtschutzgebieten oder zumindest Lichtoasen an bewaldeten Stadträndern wie dem Wiener Sterngarten oder in nahegelegenen Gebieten, wo die Lichtglocke der Stadt durch Wälder oder Hügel abgeschwächt ist.

## Geschichte
Die erste überlieferte Beobachtung der Perseiden fand vor etwa zwei Jahrtausenden um 36 v. Chr. in China statt. Danach gab es Berichte aus Japan und Korea. Die erste Beobachtung in Europa wurde im Jahr 811 bekannt. Von 1762 stammt die erste bekannte schriftliche Überlieferung aus dem Buch Introduction a la Philosophie naturelle vom niederländischen Naturforscher Pieter van Musschenbroeck, dass die erhöhte August-Meteoritenaktivität ein jährlich wiederkehrendes Ereignis ist. Er beschreibt, dass nach der Sommerhitze fallende Sterne in Belgien und den niederländischen Städten Leiden und Utrecht zu sehen sind. Im Jahr 1792 gibt es in der Zeitung National Gazette in Pennsylvania einen Artikel zu einer erhöhten Meteoritenaktivität am 15. August. Wortwörtlich heißt es: „in the month of August there are more meteors to be observed in the atmosphere, than at any other period of the year….“ Der englische Naturforscher Thomas Forster schreibt in seinem Buch The Pocket Encyclopedia of Natural Phenomena für den 10. August des Jahres 1827: „Falling Stars and Meteors abound about this time of year.“ Im Jahr 1835 verfasste der belgische Astronom und Statistiker Adolphe Quetelet einen schriftlichen Bericht über einen Meteoritenschauer im Sternbild Perseus. Er war damit der erste Astronom, der den Radianten des August-Meteoritenschauers mit dem Sternbild Perseus in Verbindung gebracht hat.
Da das Erscheinen der Perseiden mit dem Fest des Märtyrers Laurentius am 10. August zusammenfällt, der im Jahre 258 das Martyrium auf einem glühenden Rost erlitt, werden sie im Volksmund auch Laurentiustränen oder Tränen des Laurentius genannt.

„In dem Corpus Christi Collegium zu Cambridge verwahrt man eine Handschrift aus dem 17ten Jahrhundert, betitelt: Ephemerides rerum naturalium. Diese enthält einen Kalender, in welchem neben jedem Tag des Jahres ein Prognosticon oder sonst eine naturhistorische Bemerkung steht. Neben dem 10. August steht nun Meteorodes! – Ueberdieß sagt der Dr. Forbes [sic!], daß die Katholiken seiner Heimath (England oder Irland?) die Sternschnuppen mit dem Namen: Brennende Thränen des heiligen Laurentius belegen. Nun aber falle das Laurentiusfest auf den 10. August, und dieß deute offenbar darauf hin, daß die Häufigkeit der Sternschnuppen an diesem Tage schon vor Alters beachtet worden sey. Erwähnenswerth ist hier vielleicht noch, daß J. Graziani zu Rom zwei Jahre hintereinander, 1826 und 1827, in den Nächten des 14. und des 15. August eine ungewöhnliche Zahl von Sternschnuppen beobachtete. Er zählte 50 in der Stunde, die meisten derselben gingen von NO. nach SW. (also scheinbar rückläufig) […].“

Im 19. Jahrhundert dürfte das Maximum der Perseiden 1–2 Tage früher als heute gewesen sein: bei Eduard Heis 1839–1849 am 11. August, bei Wilhelm Meyer um den 10. August.

## Ursprung und Auftreten

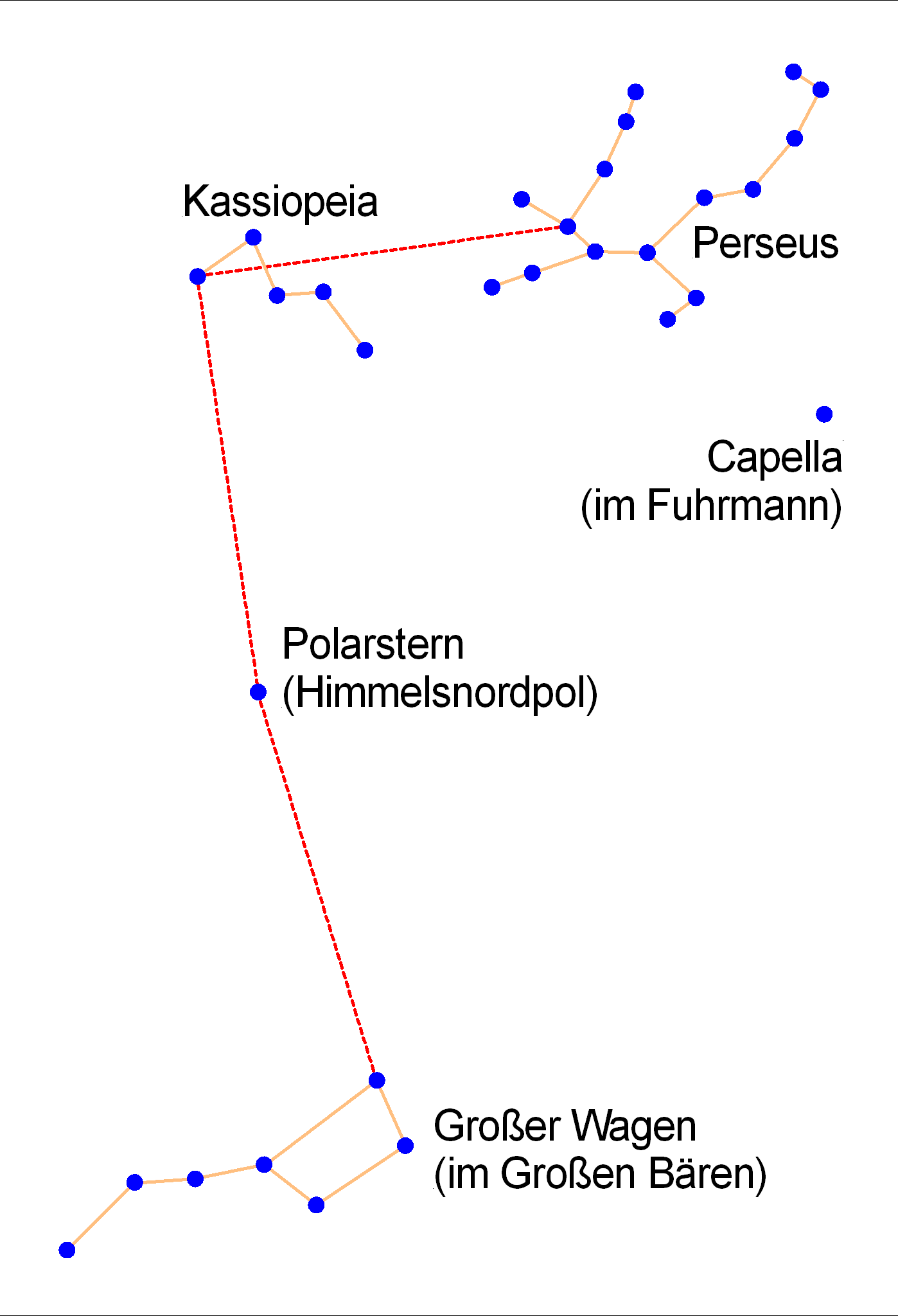
Das Sternbild Perseus kann am Nachthimmel folgendermaßen gefunden werden: von der fünf Mal verlängerten Hinterachse des Großen Wagens über den Polarstern bis zur Kassiopeia (Himmels-W) und dann im rechten Winkel nach rechts, auf etwa halbem Weg zur Capella im Fuhrmann.

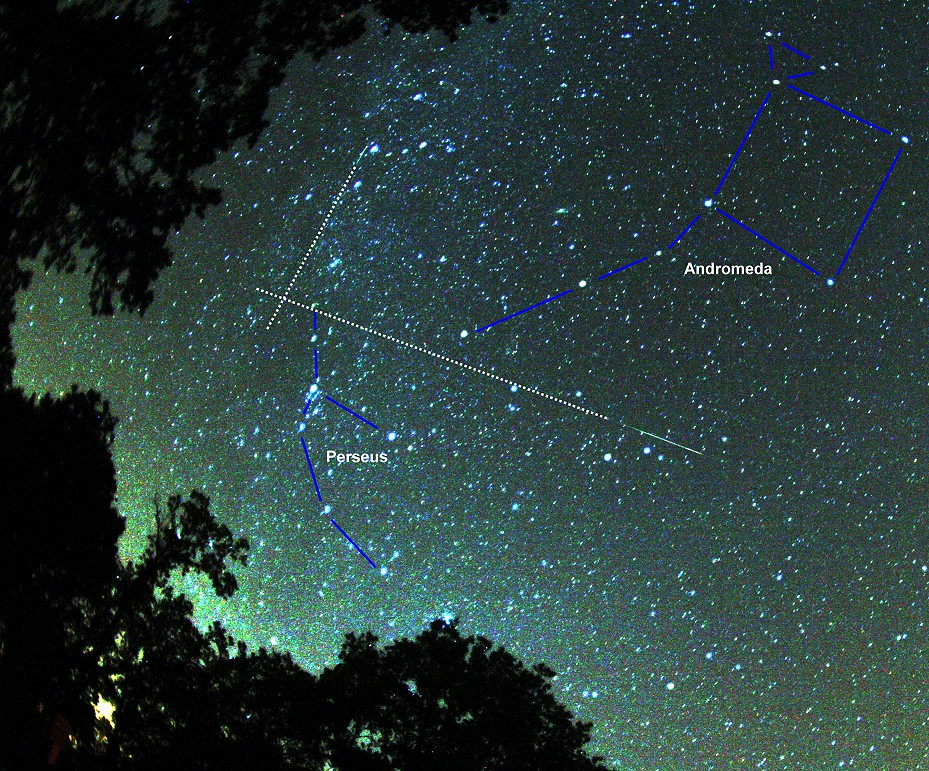
Der Radiant liegt im Schnittpunkt der weißen Linien.

Die Perseiden bestehen aus den Auflösungsprodukten des Kometen 109P/Swift-Tuttle. Die Erde kreuzt auf ihrer Bahn immer um den 12. August die Staubspur, die dieser Komet im All hinterlassen hat. Die Staubteilchen treffen dabei mit hoher Geschwindigkeit auf die Atmosphäre und bringen die Luftmoleküle zum Leuchten. Die Sternschnuppe ist daher nicht das verglühende Staubkorn selbst, sondern wird durch das Rekombinationsleuchten der ionisierten Luft sichtbar.
Der gesamte Aktivitätszeitraum der Perseiden erstreckt sich vom 17. Juli bis zum 24. August. Die Zahl der Meteore wird immer dann größer, wenn die Erde auf ihrer Umlaufbahn dem Kometen und seiner Teilchenwolke besonders nahekommt, wie es 1992 der Fall war. In den Jahren 1991 bis 1993 konnten Raten von über 350 Meteoren pro Stunde unter Idealbedingungen (ZHR) registriert werden.

## Sichtbarkeit
In dicht besiedelten Gebieten mittlerer Breiten liegt die maximale Fallrate wegen des aufgehellten Himmels bei nur 10 bis 30 Perseiden pro Stunde (Grenzhelligkeit ~4 mag). Die in Medien oft genannte ZHR von 100 bis 120 wird in Mitteleuropa aus mehreren Gründen praktisch nie erreicht:
Eine ZHR von 100–120 gilt nur am Tage des Maximums (12. bis 13. August), aber
für optimale atmosphärische Bedingungen (ohne Mond- und Streulicht) mit einer Sichtbarkeit von Sternen 6. bis 7. Größe, die es allenfalls im Hochgebirge und trockenen Wüstengegenden gibt.
Das Sternbild Perseus, aus dem die Meteore scheinbar herkommen, kulminiert zur Zeit des Maximums erst zwischen 6 und 7 Uhr Sommerzeit (MESZ). Es steht dann zwar fast im Zenit, doch beginnt es schon um 3 bis 4 Uhr hell zu werden (allerdings gilt dies für alle Orte, in denen Perseus zenitnah stehen kann, da der Winkelabstand zwischen Perseus und Sonne Anfang August nur 80° beträgt).
Die beste Beobachtungszeit liegt zwischen etwa 22 und 4 Uhr, wenn Kassiopeia fast im Zenit steht und Perseus im Osten rund 20° tiefer. In dieser Zeitspanne sind die meisten Perseiden zu sehen, weil ihr Radiant am Sternhimmel in Bewegungsrichtung der Erde liegt (sie also direkt in den Perseidenschwarm läuft). Auch in den Tagen davor und danach sind nach Mitternacht meist 10–30 Perseiden pro Stunde zu sehen.
Die Perseiden gehören zu den eindrucksvollsten Sternschnuppenschwärmen und haben in der Geschichte einige Ausnahmeereignisse hervorgebracht. Wie bei jedem anderen Meteorstrom auch, sollte man zum Beobachten der Perseiden eine möglichst dunkle Umgebung aufsuchen und nicht direkt zum Perseus schauen. Stattdessen sollte die Blickrichtung 20 bis 40° abseits des Radianten liegen, um auch seitlich die langen, rasch verlaufenden Spuren sehen zu können. Mit zunehmender Nähe zum Radianten werden die Leuchtspuren immer kürzer und heller, weshalb sie auch Laurentiustränen heißen (Gedenktag am 10. August).
2018 wurde das Maximum in der Nacht zum 13. August erreicht. Die beste Beobachtungszeit ist immer in der zweiten Nachthälfte, wenn das Sternbild Perseus hoch am Himmel steht, aber die Morgendämmerung noch nicht begonnen hat. In Mitteleuropa ist das etwa um 2–3 Uhr.
In manchen Jahren ist die Teilchenwolke dort, wo die Erde die Kometenbahn kreuzt, dichter als sonst. Dies war z. B. am späten Abend des 12. August 2018 der Fall, wo auch in Mitteleuropas wenigen Lichtoasen stündliche Fallraten bis zu 100 Meteoren auftraten.
Die ZHR, reduziert auf die aktuellen Beobachtungsumstände, gilt für den/die einzelnen Beobachter. Wenn eine größere Gruppe z. B. eines Astrovereins die Sternschnuppen gleichzeitig beobachtet, ist die Summe der gesichteten Meteore etwa dreimal so hoch wie beim einzelnen Beobachter, weil dieser nur etwas mehr als ein Drittel des Sternhimmels überwachen kann.

## Historische Entwicklung
| Jahr | Aktivitätszeitraum    | Zeitraum des Maximums (Rate) | Bemerkung                                                                               |
| ---- | --------------------- | ---------------------------- | --------------------------------------------------------------------------------------- |
| 2025 | 17. Juli – 24. August | 12. August (ZHRmax 53)       | Vollmond am 9. August                                                                   |
| 2024 | 17. Juli – 24. August | 12. August (ZHRmax 78)       |                                                                                         |
| 2023 | 17. Juli – 24. August | 13. August (ZHRmax 68)       | drei Maxima                                                                             |
| 2022 | 17. Juli – 24. August | 12./13. August (ZHRmax 51)   | Vollmond am 12. August                                                                  |
| 2021 | 17. Juli – 24. August | 12./13. August (ZHRmax 71)   | Meteorausbruch am 14. August: ZHR ca. 200                                               |
| 2020 | 17. Juli – 24. August | 12./13. August (ZHRmax 88)   |                                                                                         |
| 2019 | 17. Juli – 24. August | 12./13. August (ZHRmax 71)   | Vollmond am 15. August                                                                  |
| 2018 | 17. Juli – 24. August | 12./13. August (ZHRmax 81)   | Neumond am 11. August                                                                   |
| 2017 | 17. Juli – 24. August | 12./13. August (ZHRmax 78)   |                                                                                         |
| 2016 | 17. Juli – 24. August | 11./12. August (ZHRmax 180)  |                                                                                         |
| 2015 | 17. Juli – 24. August | 12./13. August (ZHRmax 107)  | Neumond am 14. August                                                                   |
| 2014 | 17. Juli – 24. August | 13. August (ZHRmax 92)       | Vollmond am 10. August                                                                  |
| 2013 | 17. Juli – 24. August | 12. August (ZHRmax 148)      |                                                                                         |
| 2012 | 17. Juli – 24. August | 12. August (ZHRmax 153)      |                                                                                         |
| 2011 | 17. Juli – 24. August | 12. August (ZHRmax 91)       | Vollmond am 13. August                                                                  |
| 2010 | 23. Juli – 24. August | 12. August (ZHRmax 142)      |                                                                                         |
| 2009 | 14. Juli – 24. August | 13. August (ZHRmax 173)      | das erwartete Maximum war 173, jedoch Sichtbarkeit gemindert durch den zunehmenden Mond |
| 2008 | 25. Juli – 24. August | 13. August (ZHRmax 116)      |                                                                                         |
| 2007 | 19. Juli – 25. August | 13. August (ZHRmax 93)       |                                                                                         |
| 2006 |                       | 12. August (ZHRmax 48)       |                                                                                         |
| 2005 |                       | 12. August (ZHRmax 82)       |                                                                                         |
| 2004 |                       | 12. August (ZHRmax 137)      |                                                                                         |
| 1994 |                       | (ZHRmax >200)                |                                                                                         |
| 1993 |                       | (ZHRmax 200–500)             |                                                                                         |
| 1992 |                       | Ausbruch am 11. August       | Vollmond am 13. August                                                                  |
| 1864 |                       | (ZHRmax >100)                |                                                                                         |
| 1863 |                       | (ZHRmax 109–215)             |                                                                                         |
| 1861 |                       | (ZHRmax 78–102)              |                                                                                         |
| 1858 |                       | (ZHRmax 37–88)               |                                                                                         |
| 1839 |                       | (ZHRmax 165)                 |                                                                                         |
| 1792 |                       | 15. August                   |                                                                                         |

## Aufnahmen

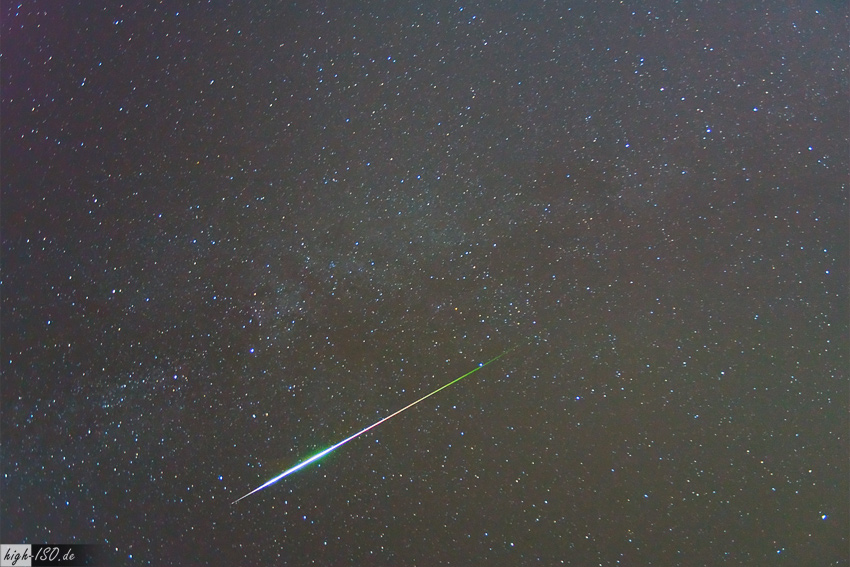
Perseiden-Meteor aus dem Jahr 2009. Erkennbar die auffallende, typische Grünfärbung.
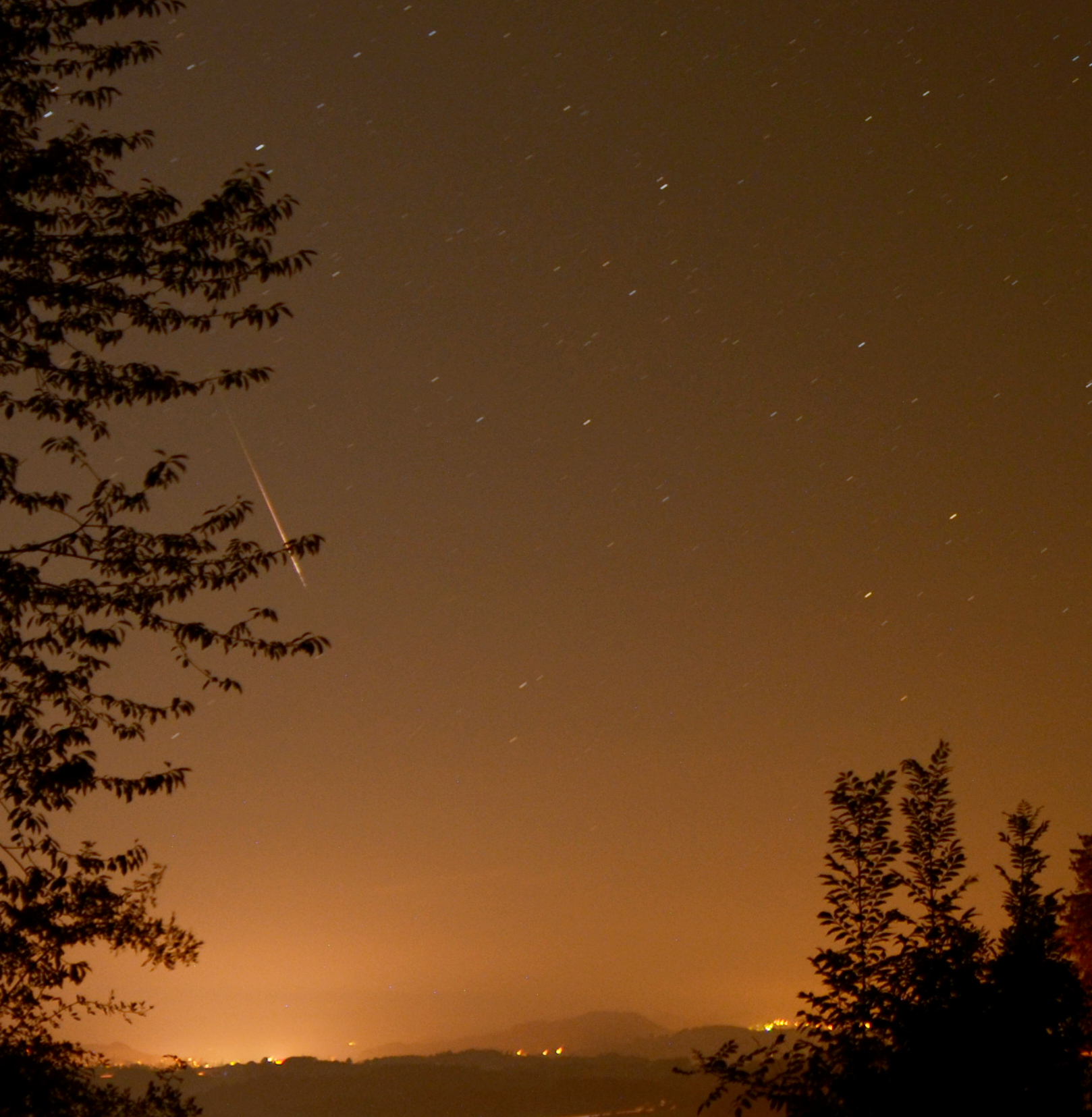
Perseiden-Meteor aus dem Jahr 2012
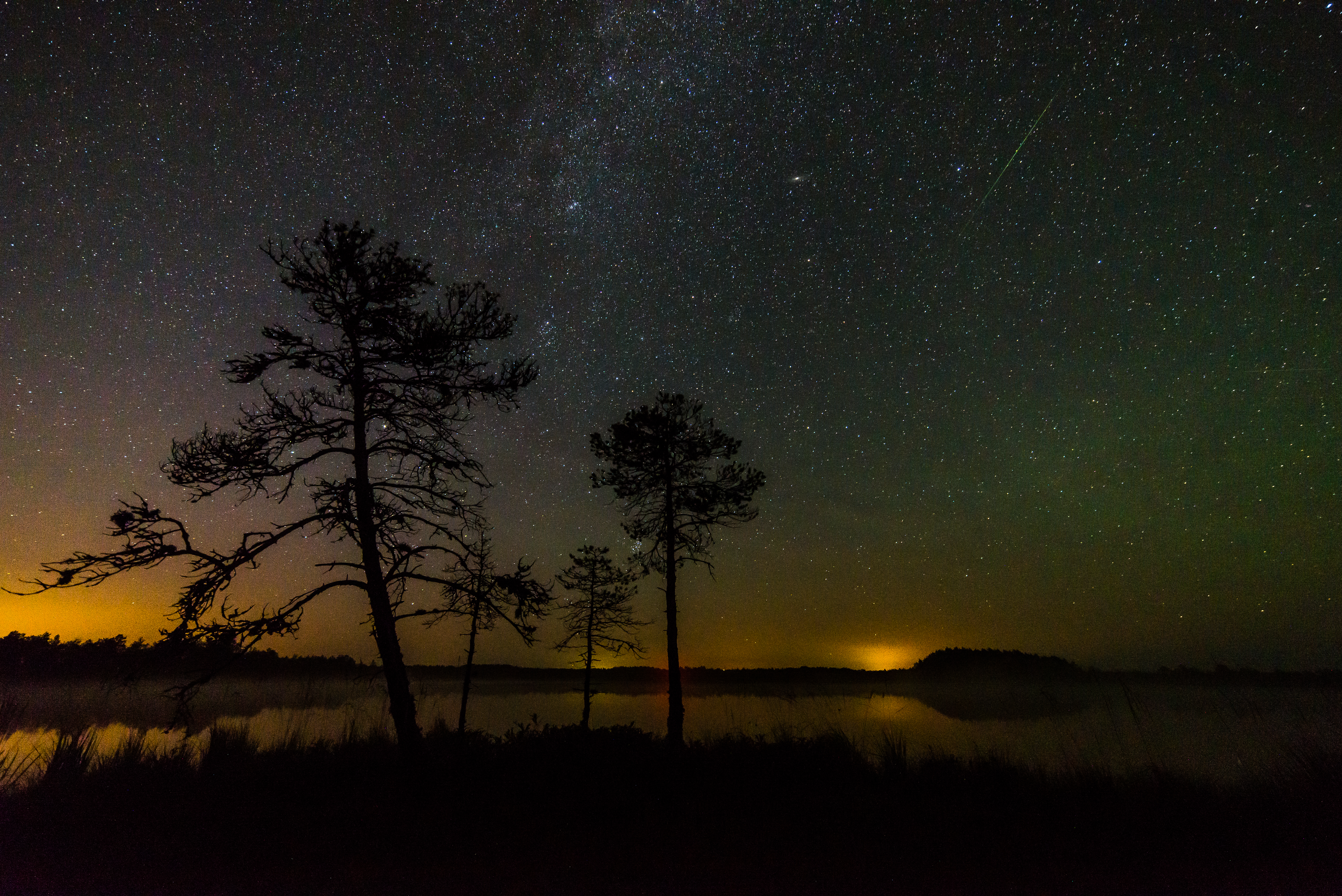
Perseiden-Meteor im Jahr 2015 (Bahnspur etwas abweichend)
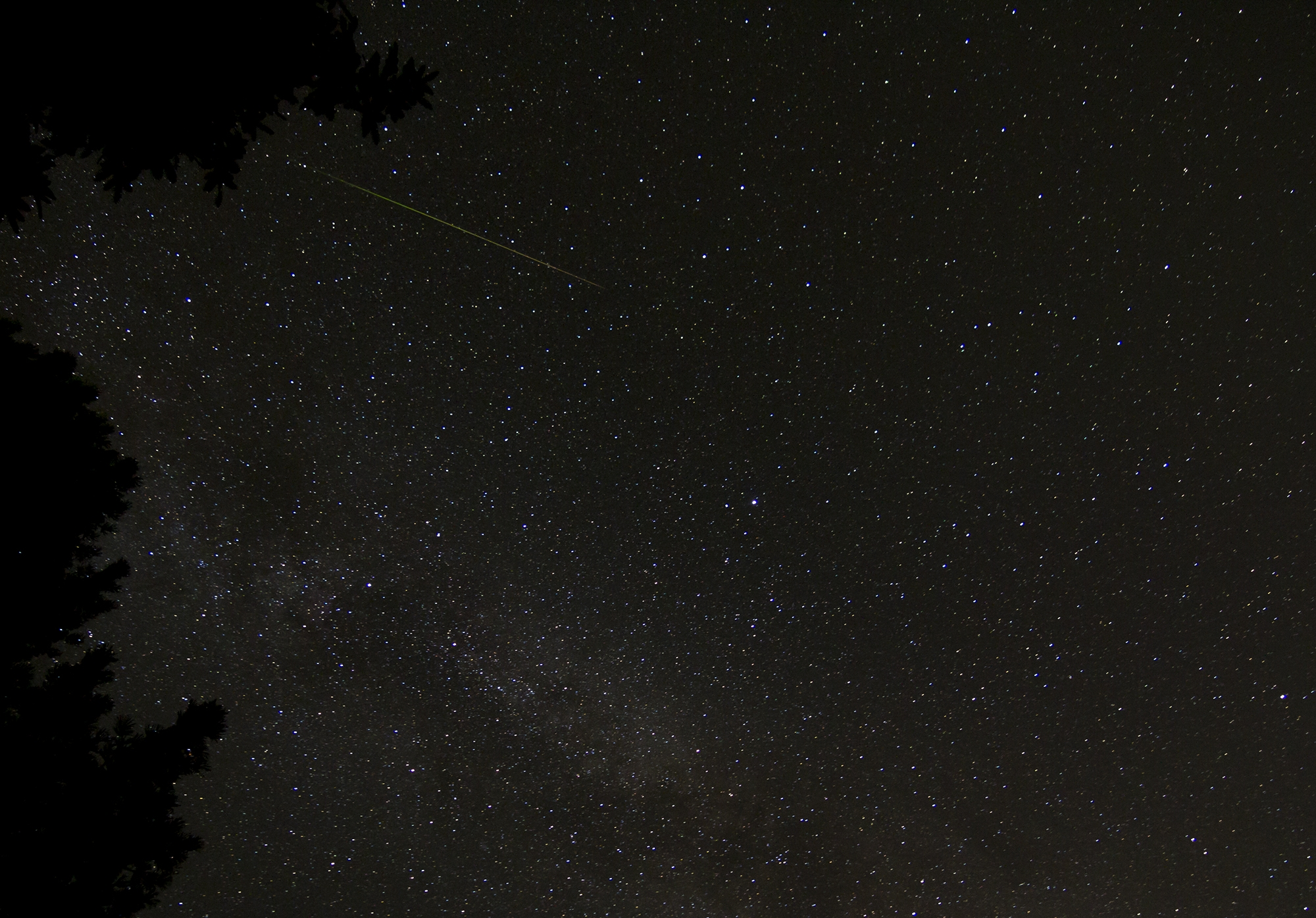
Die grüne Leuchtspur eines Perseiden-Meteors aus dem Jahr 2012
Ein Meteor der Perseiden in Echtzeit. Das grünliche Rekombinationsleuchten des Schweifs in der Mesosphäre ist zirka 0,7 Sekunden lang sichtbar. Link zu einer Variante der Aufnahme in zehnfacher Zeitlupe.
- Video von zwei Meteoren der Perseiden und einem durchlaufenden Satelliten im Sternbild Schwan, aufgenommen im internationalen Sternenpark Westhavelland am 12. August 2020
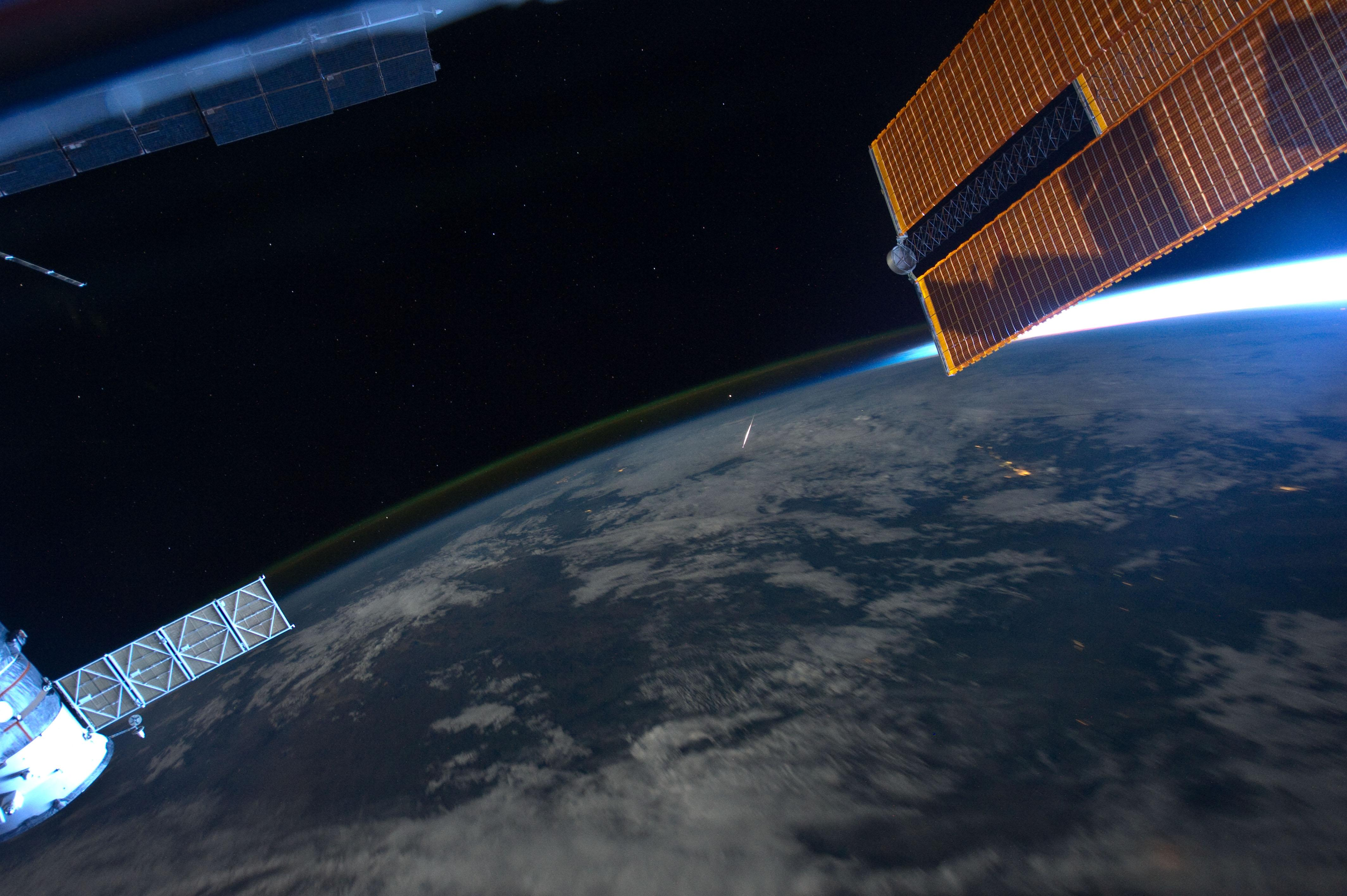
Aufnahme aus dem Weltraum von der Internationalen Raumstation im August 2011
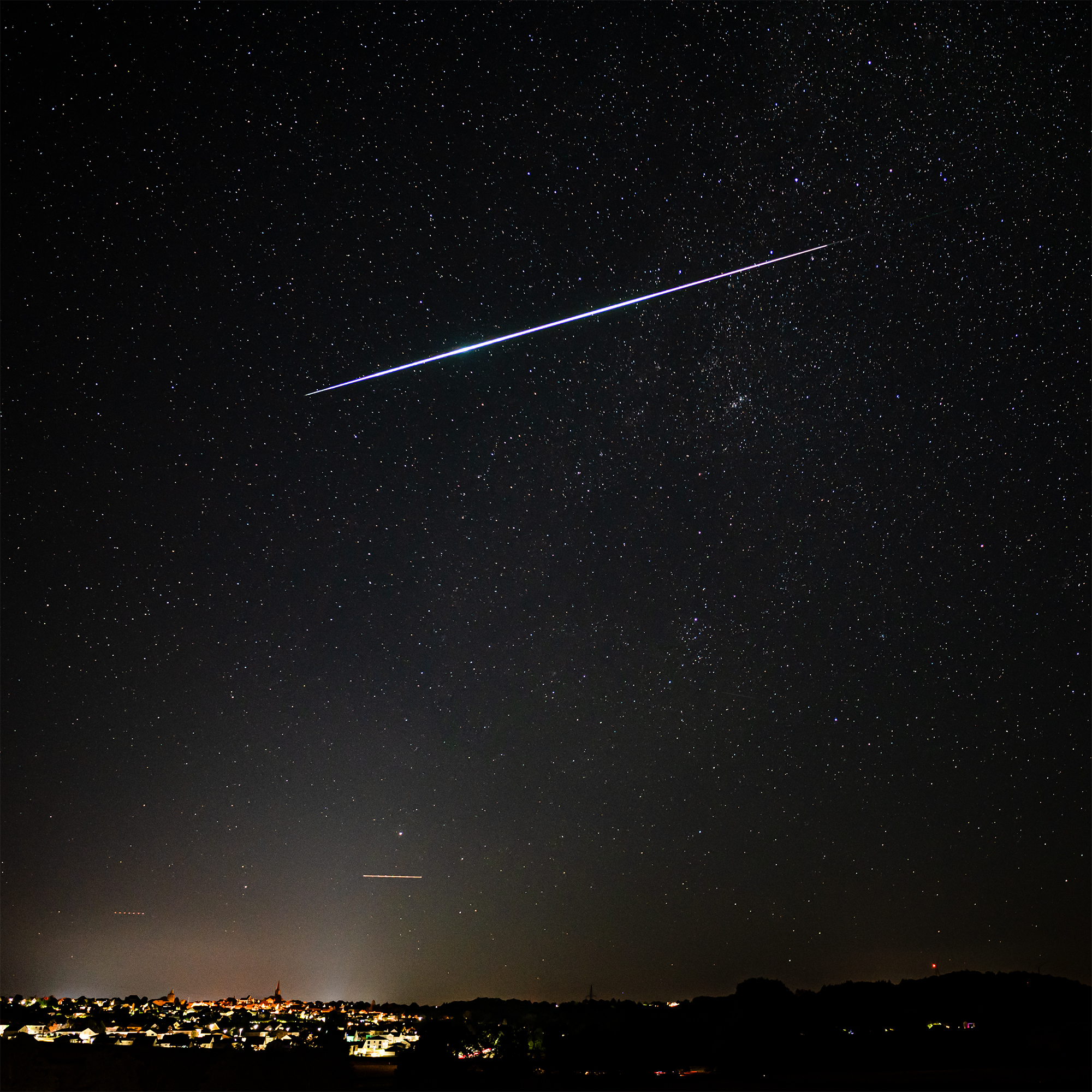
Perseiden-Meteor, aufgenommen am 3. August 2022 über der Stadt Grünberg in Hessen bei sehr guten Sichtbedingungen
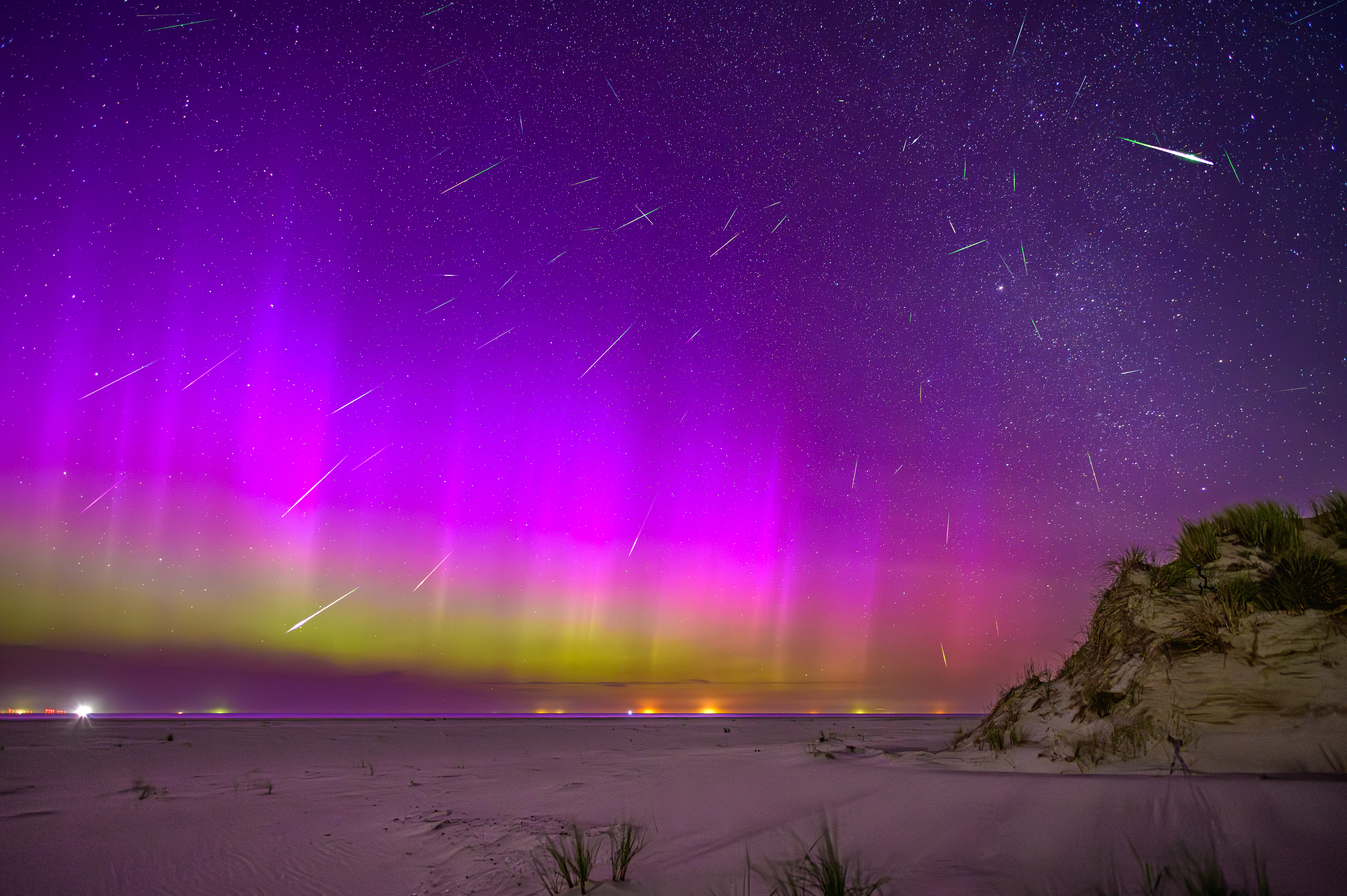
Perseiden bei gleichzeitigem Polarlicht aufgenommen am Strand auf Norderney am 12. August 2024.